# トラジメーノ湖
トラジメーノ湖（トラジメーノこ、イタリア語: Lago Trasimeno）は、イタリア中部にある湖でイタリアで4番目に広い。

## 地理
構造地質学上主に雨といくつかの渓流で給水されていて流出する川は無いが、既に古代ローマ人がテーヴェレ川と接続する運河を建設している。

## 島
マッジョーレ島 (Maggiore)、 ミノーレ島 (Minore)、ポルヴェーゼ島 (Polvese) の三つの島がある。このうち最も大きいのは東南部に位置するポルヴェーゼ島で、69.60ヘクタールある。1995年から、ペルージャ県（1973年から所有）が科学教育公園として科学探索、実験、環境教育などの活動にポルヴェーゼ島を開放している。

## 地域
以下はトラジメーノ湖の干拓地に造られたコムーネ
- カスティリオーネ・デル・ラーゴ
- チッタ・デッラ・ピエーヴェ
- マジョーネ
- パチャーノ
- パニカーレ
- パッシニャーノ・スル・トラジメーノ
- ピエガーロ
- トゥオーロ・スル・トラジメーノ

以下は、トラジメーノ山岳共同体
- ベットーナ
- カンナーラ
- コルチャーノ
- デルータ
- マルシャーノ

## トラジメーノ湖畔の場所
- サン・フェリチャーノ (San Feliciano)
- モンテ・デル・ラーゴ (Monte del Lago)
- Torricella
- Passignano sul Trasimeno
- Tuoro sul Trasimeno
- Borghetto
- Castiglione del Lago
- Panicarola
- Sant'Arcangelo
- San Savino